# Acanthina monodon
Acanthina monodon, también conocido como caracol con diente o espolón, es una especie de caracol marino carnívoro de la familia de los Muricidae.

## Descripción
Alcanza un tamaño de entre 30 y 35 mm de largo. Tiene una concha espiral, oblicua que, dependiendo de las condiciones ambientales, puede ser delgada o gruesa. Un rasgo característico de esta especie es un diente cercano al canal sifonal.
Presenta un alto grado de polimorfismo, que es notorio a lo largo de su rango de distribución, variando la concha en su forma, grosor, color y tamaño. Incluso algunos autores han planteado que en la costa de Chile habría al menos dos especies, mientras que para otros se trata de una única especie con un alto nivel de plasticidad de la concha en respuesta a la variabilidad ambiental.
En algunos casos, al depredar sobre mejillones, utiliza otra técnica: practica una perforación de forma circular en la concha, por medio de la cual accede a las partes blandas de la presa, que consume hasta vaciarla. La perforación circular se conoce con el nombre de Oichnus, y es un rastro comúnmente dejado por esta especie, otras especies de la familia Muricidae, y otros gastrópodos, como los de la familia Naticidae, como consecuencia de la depredación. En el caso de la depredación por perforación, Acanthina monodon deja, además de la perforación, marcas de la incisión del diente, que dan más indicios acerca de la especie perforadora.

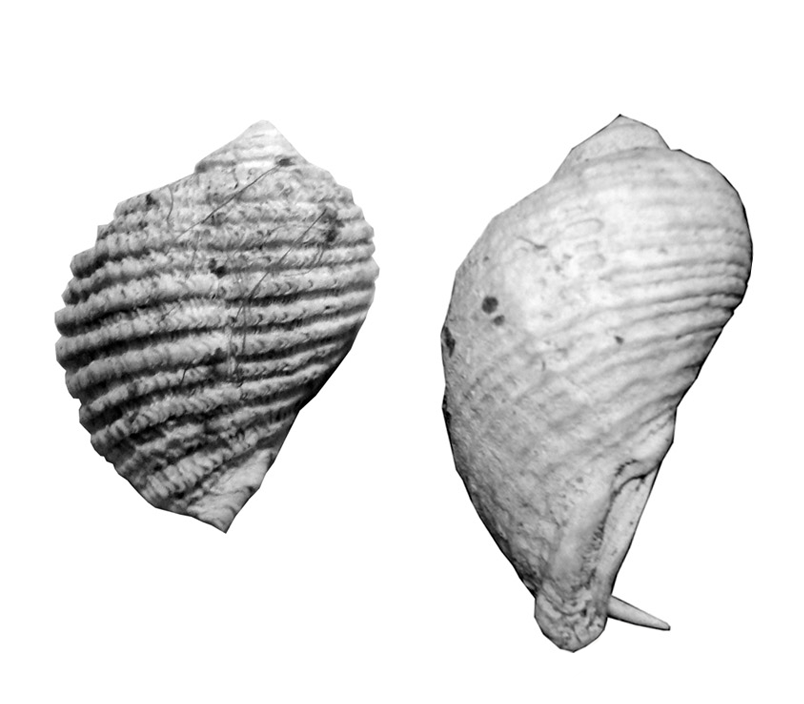
Ejemplares de Acanthina monodon del Canal del Beagle, Tierra del Fuego, Argentina. A la izquierda, vista dorsal. A la derecha, vista lateral

## Comportamiento
Es un caracol carnívoro que depreda activamente sobre mitílidos y cirripedios. En experimentos realizados en Tierra del Fuego, se encontró que Acanthina monodon depreda sobre mejillones (Mytilus chilensis), mejillines (Perumytilus purpuratus), cholgas (Aulacomya atra) y una especie de cirripedio (Notochthamalus scabrosus). Si tiene la posibilidad de elegir, prefiere depredar sobre los cirripedios antes que sobre las otras presas.
En la mayoría de las depredaciones, esta especie utiliza su diente a modo de cuña para forzar la apertura de las valvas, en el caso de los bivalvos (es decir, mejillón, mejillín y cholga) y placas, en el caso del cirripedio. Una vez que accedió al interior de la concha, deglute los tejidos blandos de la presa con su proboscis, con la ayuda de la rádula. En el caso de la depredación sobre los cirripedios, no deja marcas en la concha.

## Distribución y hábitat
En el océano Pacífico, se distribuye por la costa central de Chile hacia el sur, pasando por el Estrecho de Magallanes y el canal Beagle; mientras que en la costa Atlántica de Argentina llega hasta la costa patagónica y las islas Malvinas. 
Habita en plataformas rocosas de la zona intermareal, donde es abundante en fondos rocosos y submareales someros.

## Usos en el pasado por las poblaciones humanas
Si bien no fue una especie empleada por las poblaciones patagónicas del pasado, se han encontrado algunos pocos ejemplares en concheros arqueológicos de la costa norte de Santa Cruz. Su presencia en los mismos se interpreta como parte del acarreo no intencional al recolectar otras especies consumidas, como Nacella magellanica, Mytilus chilensis o Aulacomya atra. Como tal, se las denomina fauna acompañante. En la costa del canal Beagle existen evidencias que parecen sustentar la recolección de Acanthina monodon, junto con otras especies, para su consumo.